# بيتر دي هوخ
بيتر دي هوخ (بالهولندية:  Pieter de Hooch) نطق هولندي: [ˈpitər də ɦoːx]، مكتوبة أيضًا "Hoogh" أو "Hooghe"؛ (و.20 ديسمبر 1629 - 24 مارس 1684) رسام هولندي من رسامي العصر الذهبي الهولندي مشهور بأعماله من المشاهد المحلية الهادئة مع مدخل مفتوح. كان معاصرًا ليوهانس فيرمير.

## أعماله
كان بدايته أعماله تتألف في الغالب من مشاهد الجنود والفلاحين في الإسطبلات والحانات على طريقة أدريان فان أوستد، حيث اعتمد على تطوير مهارة كبيرة في الضوء واللون والرسم المنظوري بدلاً من الاهتمام في الموضوع. 

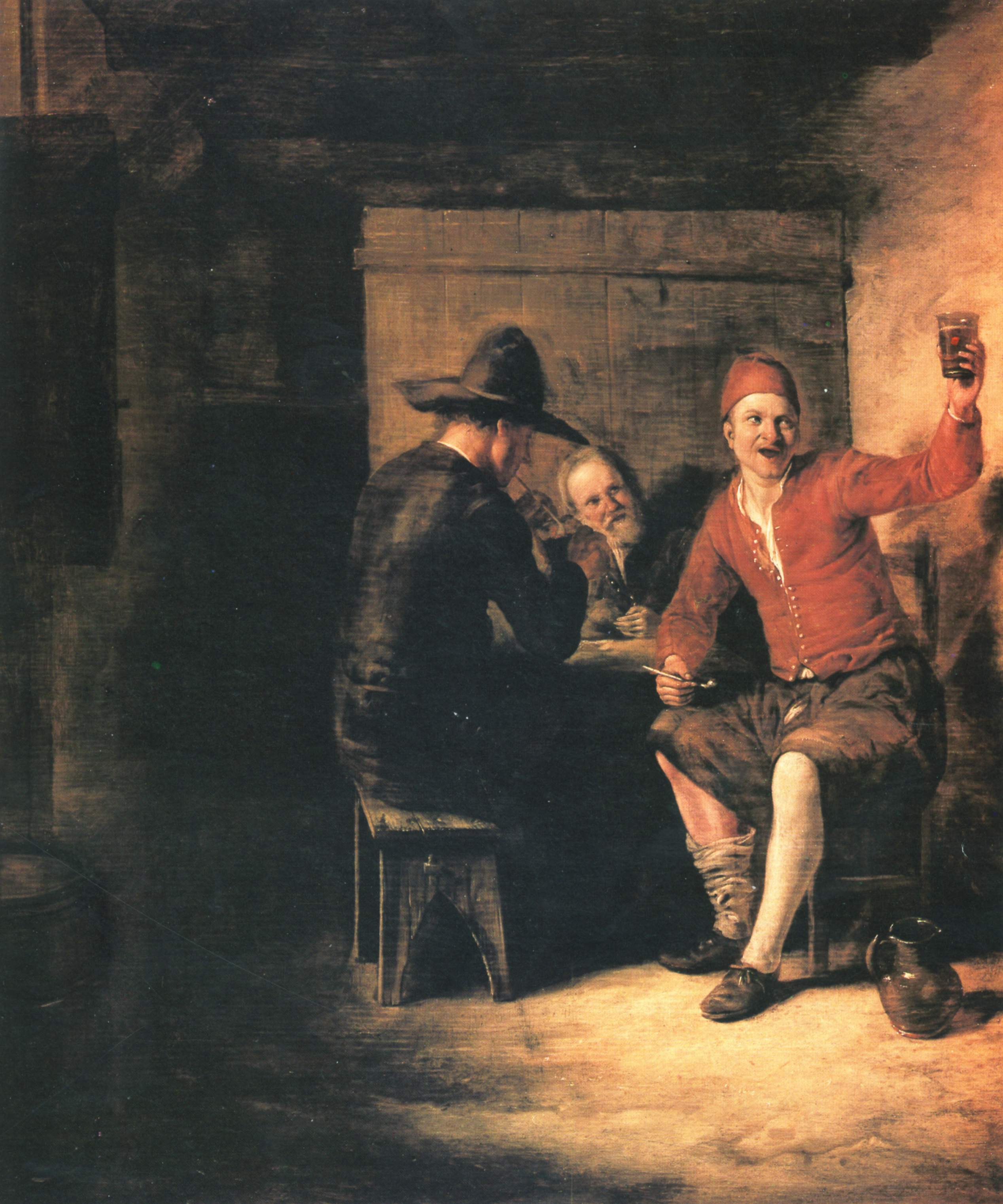
الشارب المرح، ج. 1650
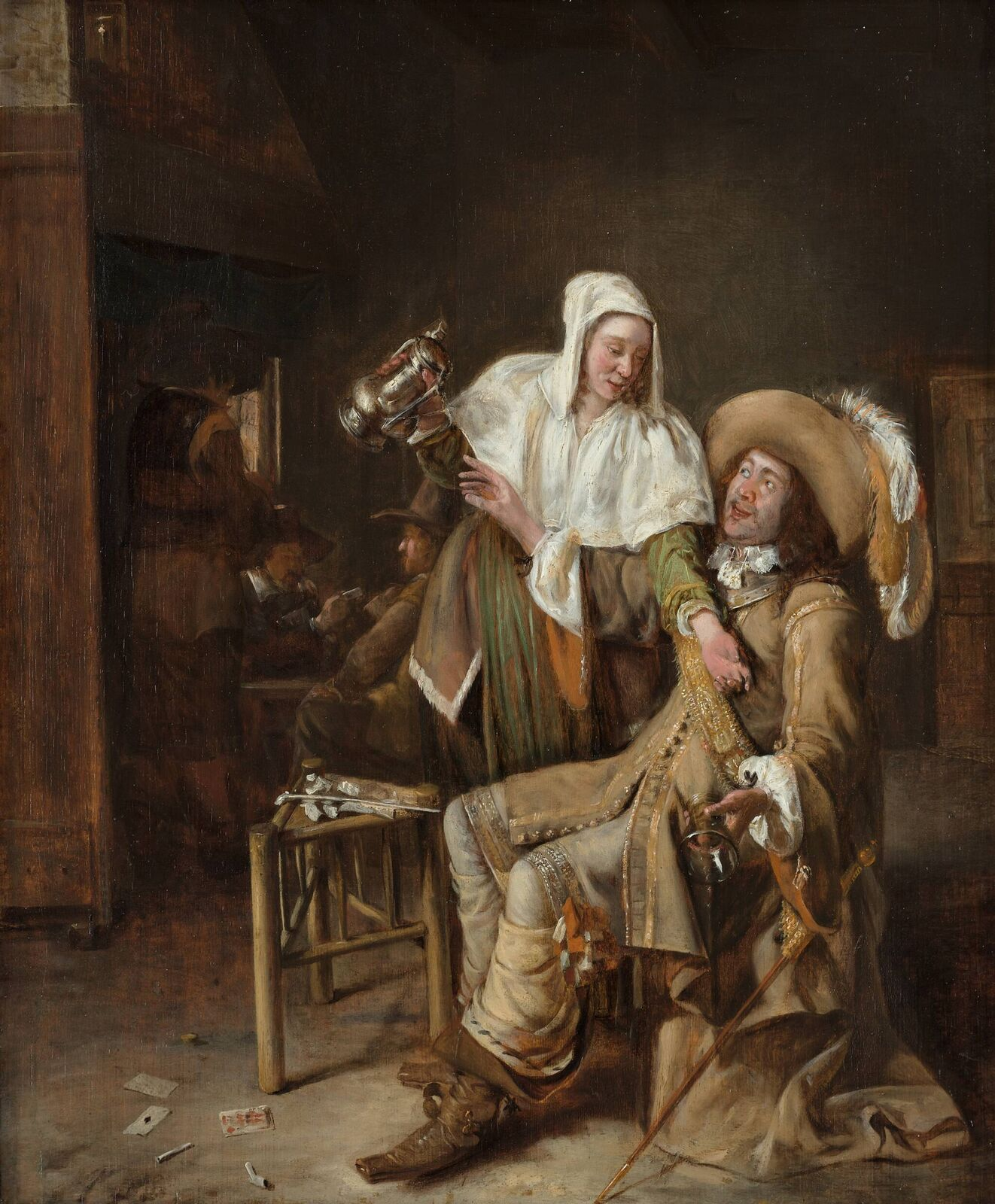
الزجاج الفارغ، ج. 1652

 بعد أن أصبح لديه عائلة، تقريبا في منتصف خمسينيات القرن السادس عشر، حول تركيزه إلى المشاهد المحلية. ربما كانت هذه من عائلته، حيث رسم لوحات لنساء أثناء الرضاعة الطبيعية، ورعاية الأطفال، ويمكن أن يعود ذلك إلى كونه حضر والدته في جولاتها كقابلة.

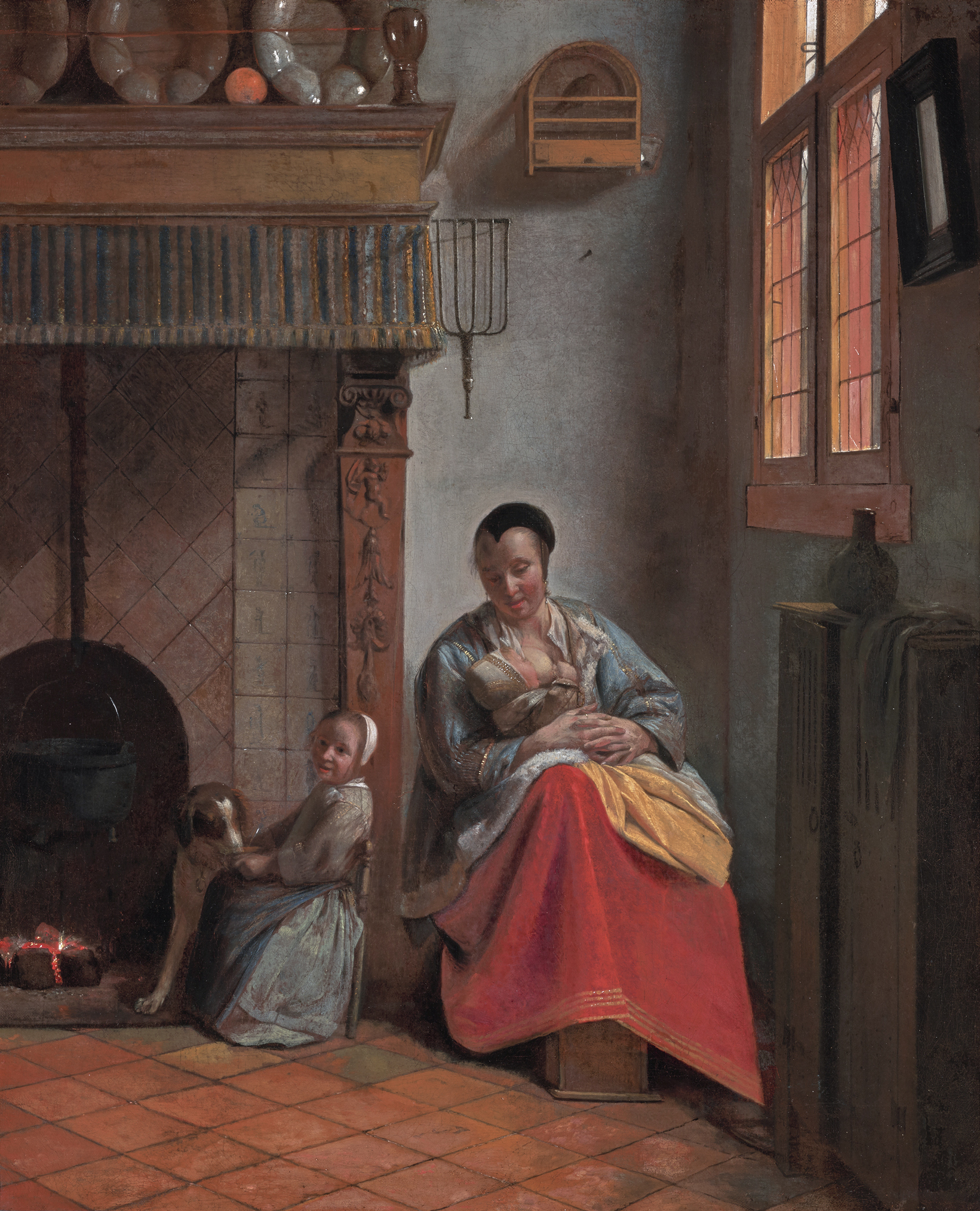
امرأة ترضع طفلها، 1658
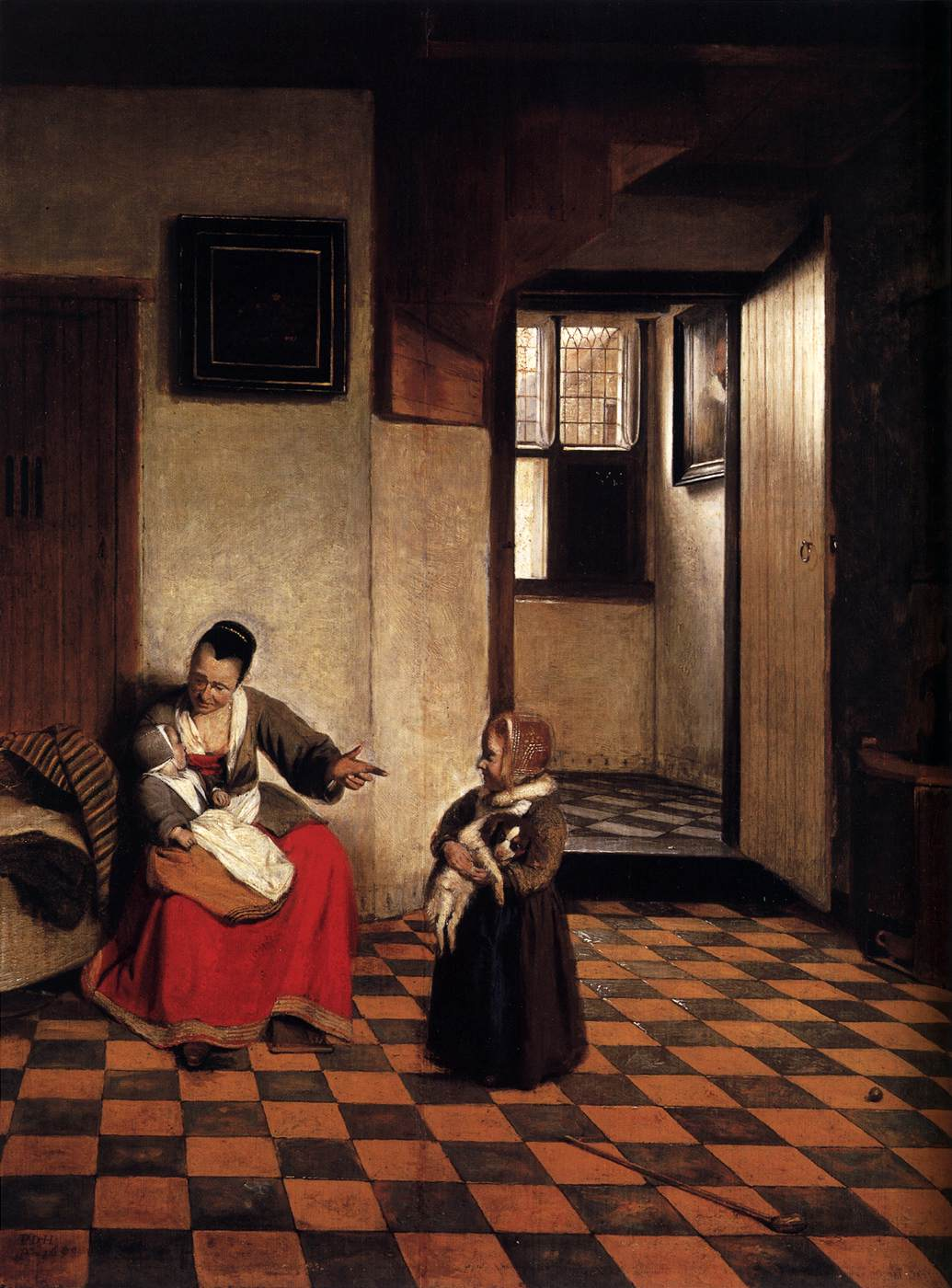
امرأة مع طفل في حضنها، 1658
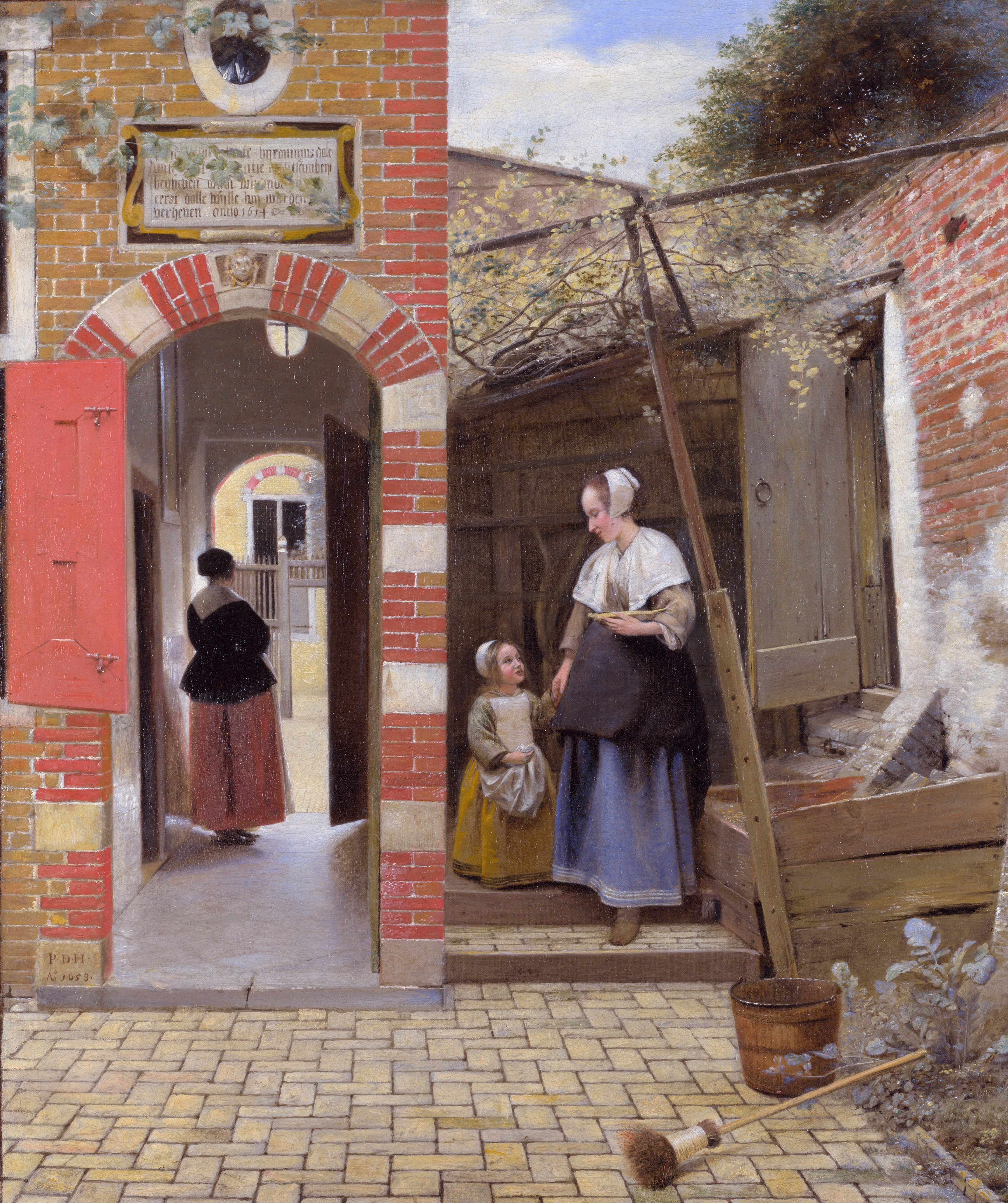
فناء منزل في دلفت، 1658

 أظهر عمله ملاحظة ذكية للتفاصيل الدنيوية للحياة اليومية بينما كان يعمل أيضًا كحكم أخلاقي منظم. غالبًا ما أظهرت هذه اللوحات معاملة معقدة ودقيقة للضوء تشبه تلك الموجودة في فيرمير، الذي عاش في دلفت في نفس الوقت الذي عاش فيه دي هوش. 

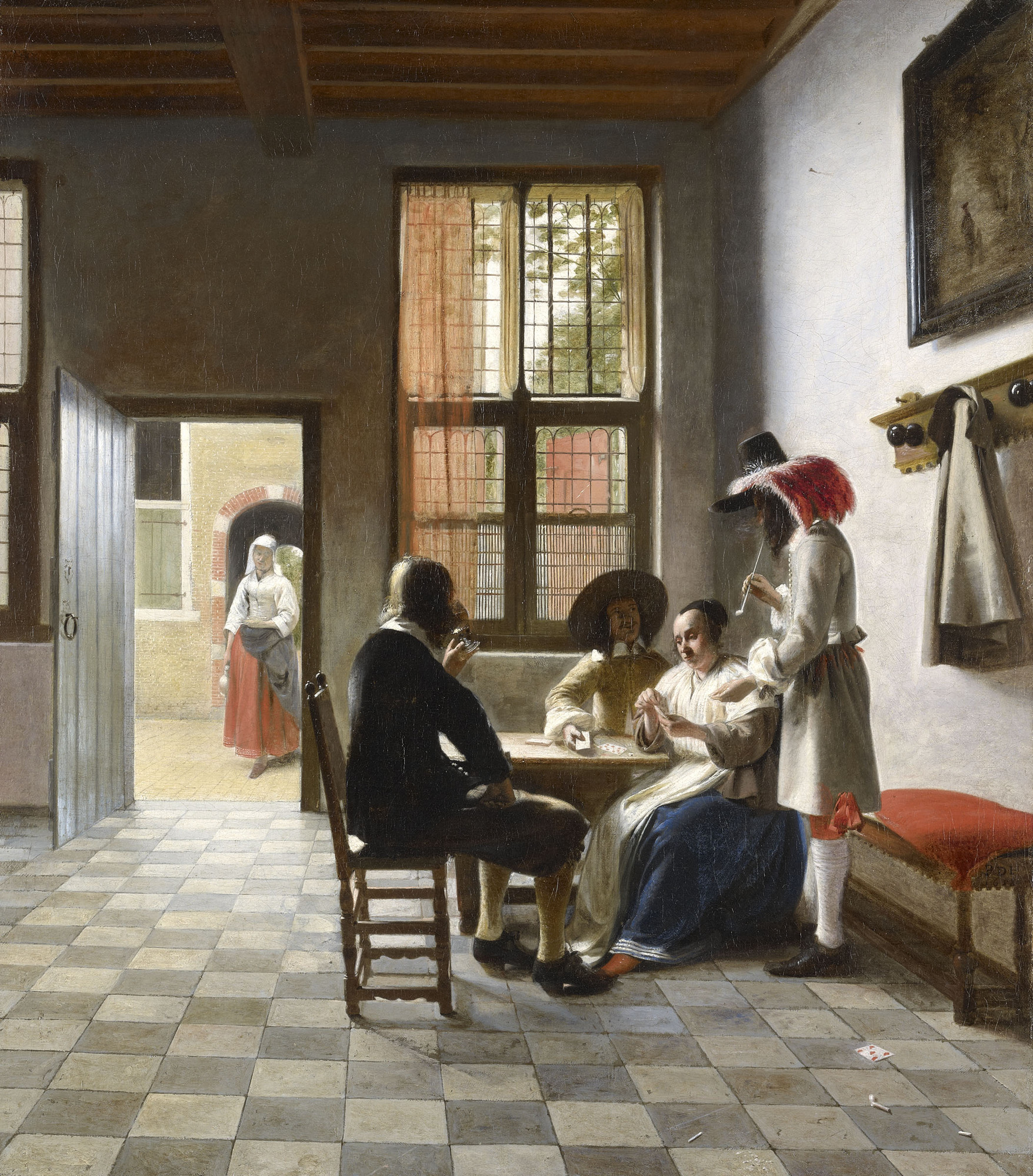
لاعبو الورق في غرفة مضاءة، 1658
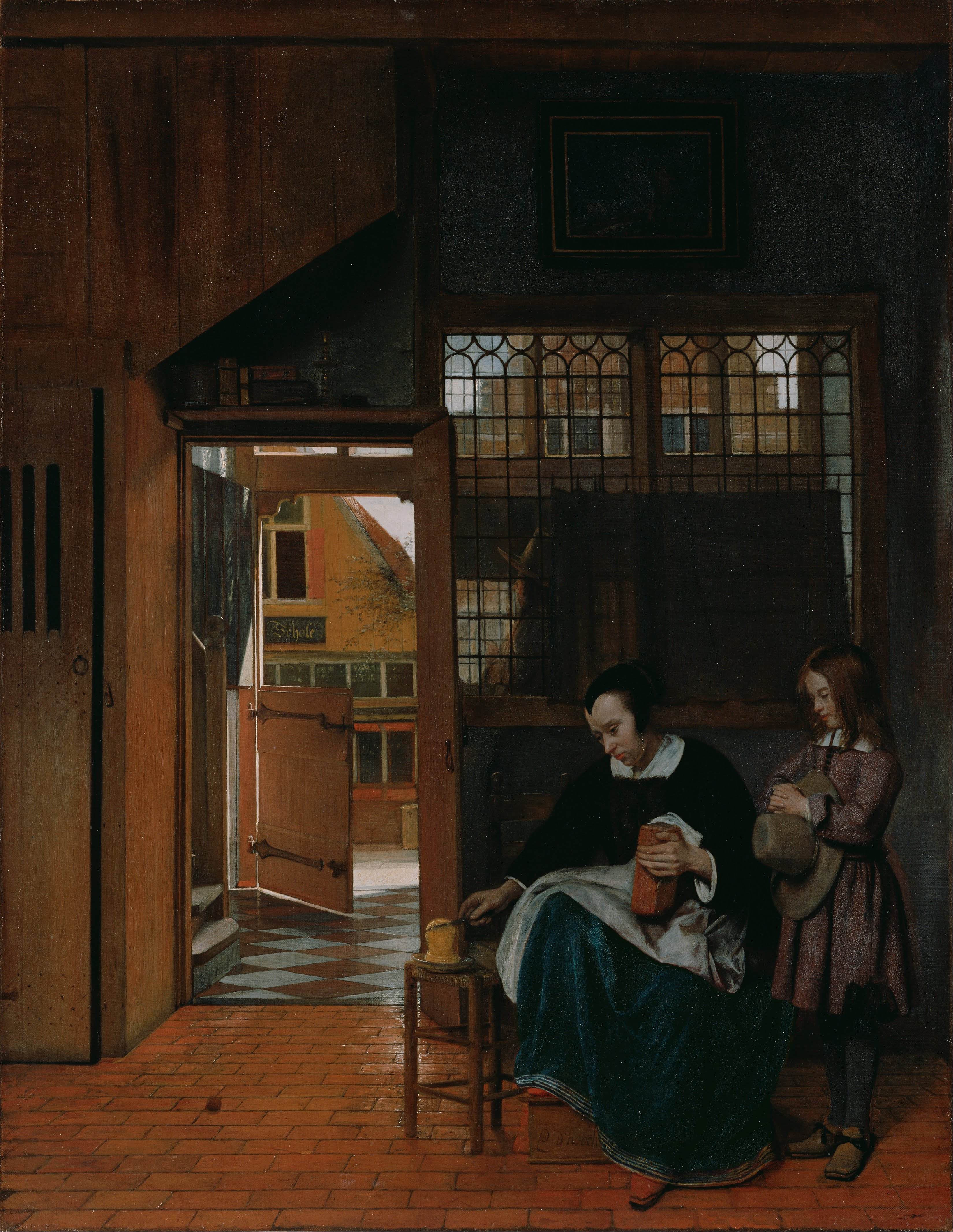
امرأة تحضر الخبز والزبدة لصبي، 1661
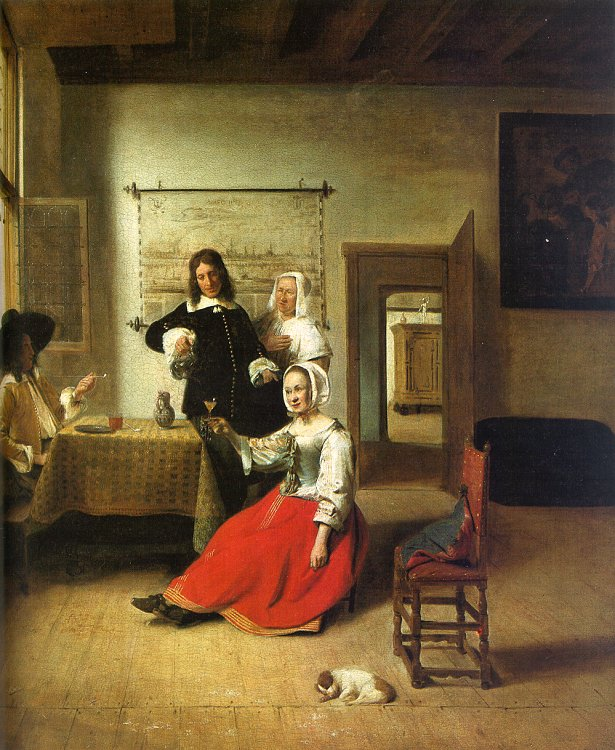
امرأة تشرب مع الجنود، 1658

 تتشابه الموضوعات والتراكيب أيضًا بين دي هوش وفيرمر. افترض مؤرخو الفن في القرن التاسع عشر أن فيرمير قد تأثر بعمل دي هوش، وقد أظهر PDH أولاً في وقت مبكر على اهتمام خاص في الجمع بين الشكل والهندسة الداخلية (انظر الداخلية مع الأم والطفل وخادم ج.1656 وغيرها). تظهر الأشعة السينية للداخلية مع امرأة تزن عملة ذهبية أن De Hooch قد جرب شخصية أخرى في الكرسي الفارغ أولاً، وهذا يشير إلى أن لوحه هو النموذج الأكثر أصالة الذي اقتبسه فيرمير. 

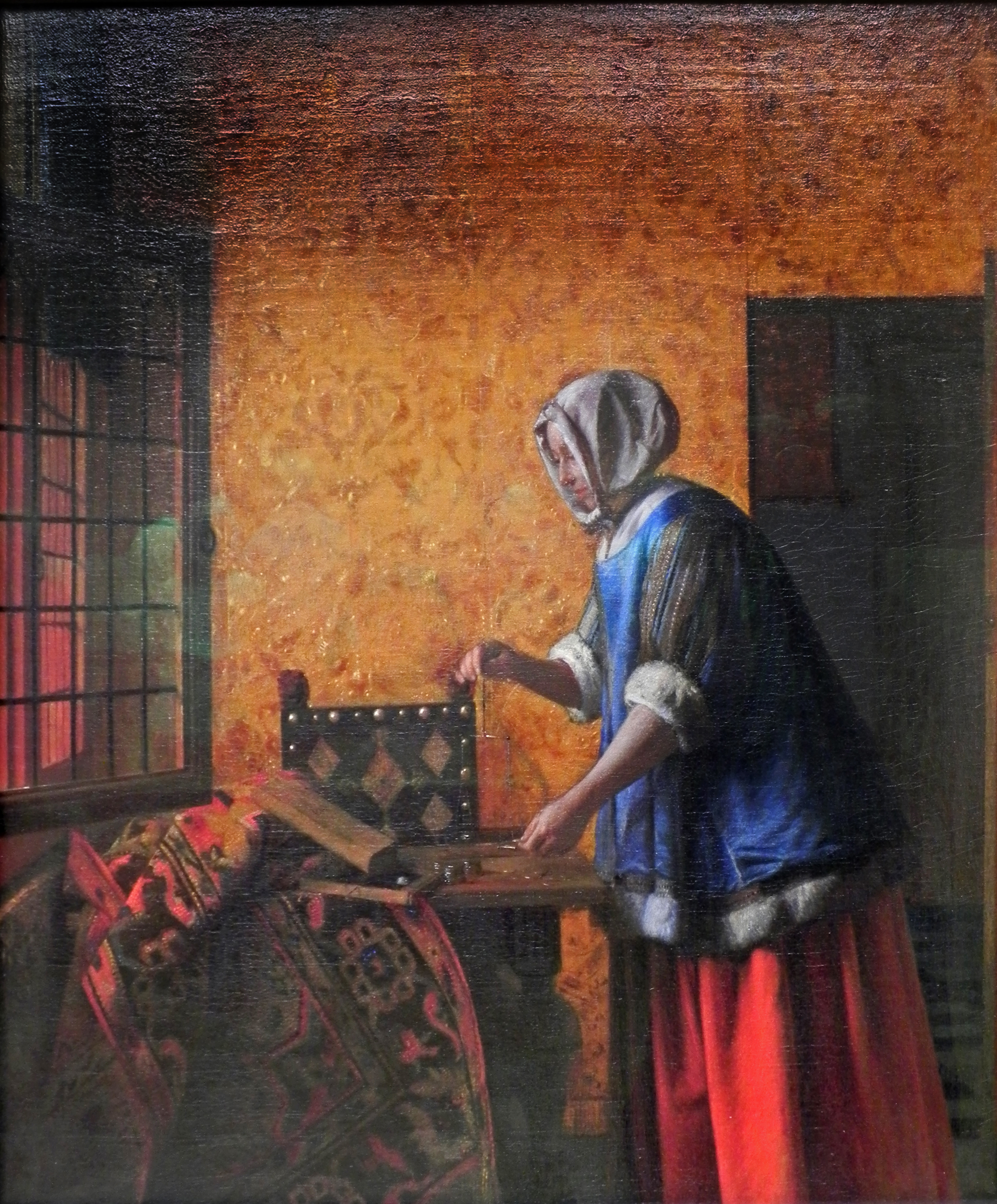
امرأة تزن عملة ذهبية، بيتر دي هوخ، ج. 1659-1662
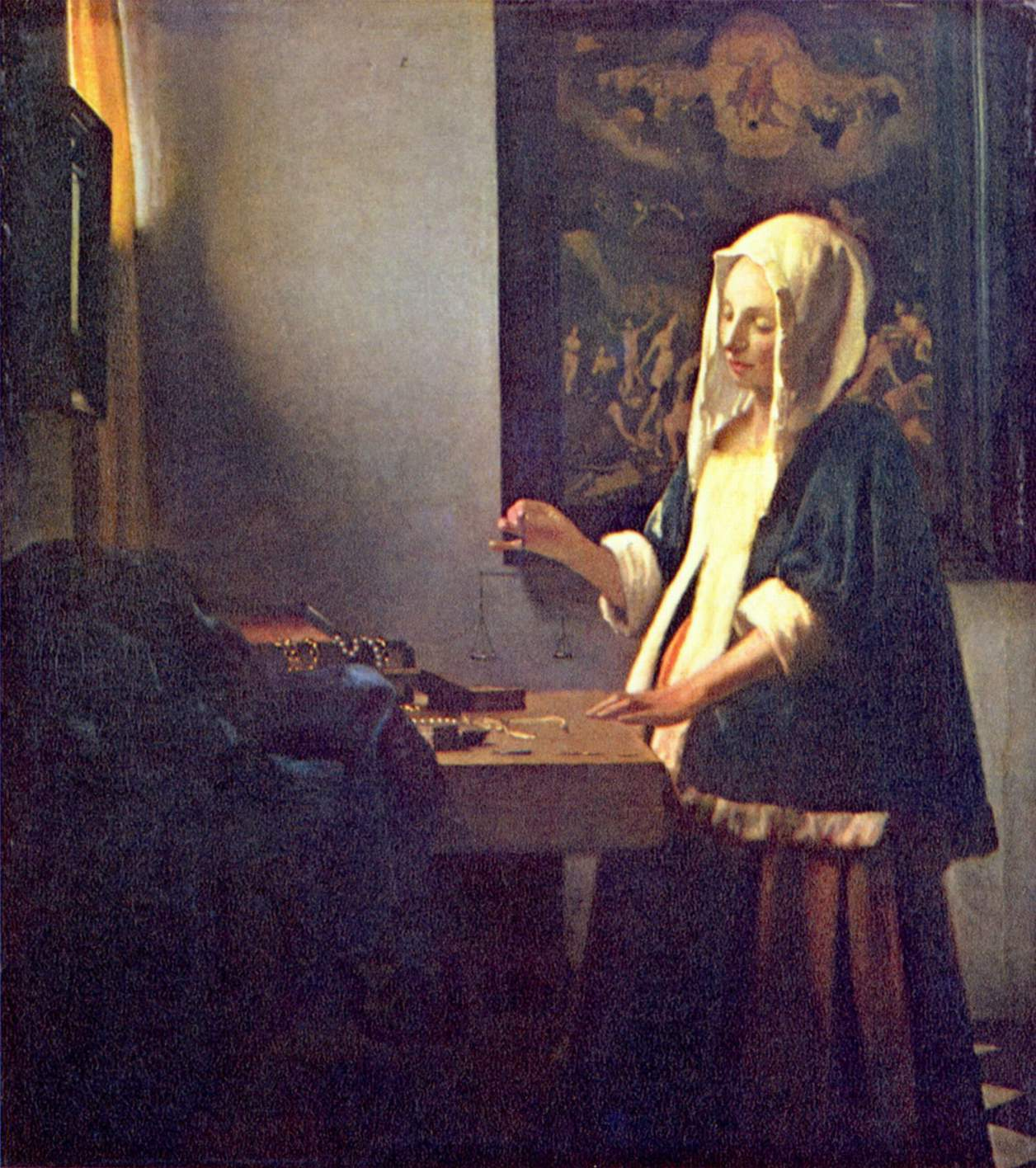
امرأة تحمل التوازن، c.1665 بواسطة يوهانس فيرمير

## روابط خارجية
- لعبة Ninepins في Waddesdon Manor
- من Dou إلى De Hooch ، مدونة Waddesdon Manor
- «Pieter de Hooch على الإنترنت»
- الأعمال والأدب عن بيتر دي هوش
- فيرمير وكلية دلفت ، كتالوج المعرض من متحف متروبوليتان للفنون (متاح بالكامل عبر الإنترنت بتنسيق PDF)
- The Milkmaid بقلم جوهانس فيرمير ، كتالوج المعرض من متحف متروبوليتان للفنون (متاح بالكامل عبر الإنترنت بتنسيق PDF)
- اللوحات الأوروبية من القرن الخامس عشر إلى القرن الثامن عشر: فرنسا وأوروبا الوسطى وهولندا وإسبانيا وبريطانيا العظمى ، كتالوج مجموعة من متحف متروبوليتان للفنون (متاح بالكامل عبر الإنترنت كملف PDF)
- 19 paintings by or after Pieter de Hooch